# 试播集 (邪恶力量)
《试播集》（英語：Pilot）是美国电视连续剧《邪恶力量》的第一集，于2005年9月13日在WB电视网首播，剧集主创人埃里克·克莱普克编剧，大卫·努特尔执导。这一试播首次向观众引荐了萨姆·威彻斯特（Sam Winchester，杰瑞·帕达里基饰）和迪恩·威彻斯特（Dean Winchester，詹森·艾克尔斯饰）兄弟，两人在全美各地猎杀超自然物种，联手对抗一个幽灵般的白衣女子（莎拉·夏希饰），还要在这一过程中寻找他们失踪的父亲（杰弗里·迪恩·摩根饰）。
克莱普克早在电视剧获得开拍许可十年前就已开始投入到项目的开发之中，剧本在节目正式开拍前还经过了多次改写。《试播集》是在洛杉矶制作，不过之后的剧集为了节省资金而转移到了加拿大不列颠哥伦比亚的温哥华取景。本集还开创了节目使用摇滚乐作为配乐的传统，其中包含有克莱普克的朋友克里斯托弗·莱纳兹（Christopher Lennertz）创作的音乐。本剧所获评价褒贬不一，多位评论家称赞了其中的恐怖元素，但对几位主要演员的表演有着多种不同意见。

## 剧情
生活在堪萨斯州劳伦斯的玛丽·温彻斯特发觉自己还是婴儿的儿子萨姆房里有奇怪的声音，走进房间后看到儿子的婴儿床旁有一个黑影。玛丽的丈夫约翰·温彻斯特被妻子的惨叫声惊醒，冲进儿子的房间后发现她被钉在天花板上，然后身体陷入了一片火海，约翰只能带着萨姆和长子迪恩一起逃出房外。
22年后，萨姆在中拿到高分，与女友杰西卡·摩尔（阿德琳妮·帕里奇饰）一同庆祝。当晚，迪恩来到山姆家里，两兄弟之前已有多年没有交谈，但迪恩还是希望萨姆能够和自己一起去寻找失踪多年的父亲，当年母亲去世后，约翰就一直致力于猎杀超自然生命。萨姆听到父亲的语音邮件，其中包含有类似一位女性的超自然电子语音说道：“我永远都没法回家”，他同意帮助迪恩寻找父亲。兄弟俩开始朝杰里科镇进发，这里是他们所知约翰前往的最后地点，镇上有条路在过去超过十年里有多名年轻男子失踪，父亲因此前来调查。萨姆和迪恩得知，当地对此事存在一种传说，称一位之前被谋杀的年轻女孩返回人间，变成路边搭便车的鬼魂。研究结果表明，一位名叫康斯坦斯·韦尔奇的女子嫌疑最大，她先是淹死了自己的几个孩子，然后从附近一座桥上跳下自杀。当晚兄弟俩前去密查那座桥梁，萨姆告诉迪恩，自己并不希望回归那种猎杀超自然物种的生活。他指出，虽然父亲把整个生命都投入到找到杀害母亲凶手的任务中，但他们即使是找到了凶手，也无法让母亲复生。这时，一个幽灵般的女子从桥下跳下，打断了兄弟俩的思绪。萨姆和迪恩之后找到当地一间汽车旅馆，发现父亲也在这里租了间房。两人闯进房内，看到墙上到处都是他的研究思路和线索，所有的发现都表明，康斯坦斯就是一个可怕的白衣女子。
迪恩离开房间去购买食品，但却遭到了警察的拘捕，他们认为他和那些失踪案件有关联。迪恩在警察局看到了父亲的日志，并且留意到里面写有“ 35-111”（意为“迪恩35-111”）的字样。迪恩受审期间，萨姆找到了康斯坦斯的丈夫（史蒂夫·雷尔斯巴克饰），知道了她的坟墓和淹死自己几个孩子的房子位置。接下来萨姆谎报案情，帮迪恩逃出警察局。但是，康斯坦斯发现了开车的萨姆，试图勾引他带自己回家，遭到拒绝后，她控制住了汽车要把萨姆带回她家。一到达她的老房子前，康斯坦斯立即展进攻。迪恩用矿盐做成的子弹打中了康斯坦斯，鬼魂暂时消散，萨姆借此机会把车撞进了房子里。康斯坦斯再次出现并攻击两兄弟，但她的孩子们出现阻止了她。母亲和孩子们拥抱在一起，一家人就这样消失了。
迪恩推测，父亲的信息应该是他所前往的的方位坐标。萨姆仍然不愿意一同前往，所以迪恩在弟弟的公寓门前把他发了下来。回到家后，萨姆躺到床上，发现杰西卡竟然像当年母亲一样被钉在天花板上，然后全身着火，幸好这时迪恩闯进来救了弟弟一命。消防员试图扑灭大火，一边的萨姆决定从此与兄长联手，找到父亲和杀害母亲与女友的邪恶生灵。

## 制作

### 发展
埃里克·克莱普克是《邪恶力量》的主创人，他之前曾为WB电视网的电视剧《泰山》（Tarzan）编剧，并获得了向电视台推荐新节目的机会，他利用这次机遇推荐了自己近10年前就已开始开发的《邪恶力量》。克莱普克曾将《邪恶力量》设想为公路剧，觉得这是讲述这些故事最好的方法，因为这样能够表现出美国最纯粹和独特的一面。全国各地的许多城镇都有这样的故事存在，所以用公路剧的形式来讲述和推动这些故事也就非常合理。他首先向电视台提出的剧情思路是由一位小报记者在全美各地调查灵异事件，电视台拒绝了这一提议，但还是对这个以都市传说为特色的节目感兴趣。克莱普克于是又很快提议制作一档《66号公路》（Route 66）风格的节目，这次电视台终于接受了。曾与克莱普克在《泰山》中合作过的导演大卫·努特尔签约后，节目终于获得了拍摄许可:10, 21。

### 演员和角色

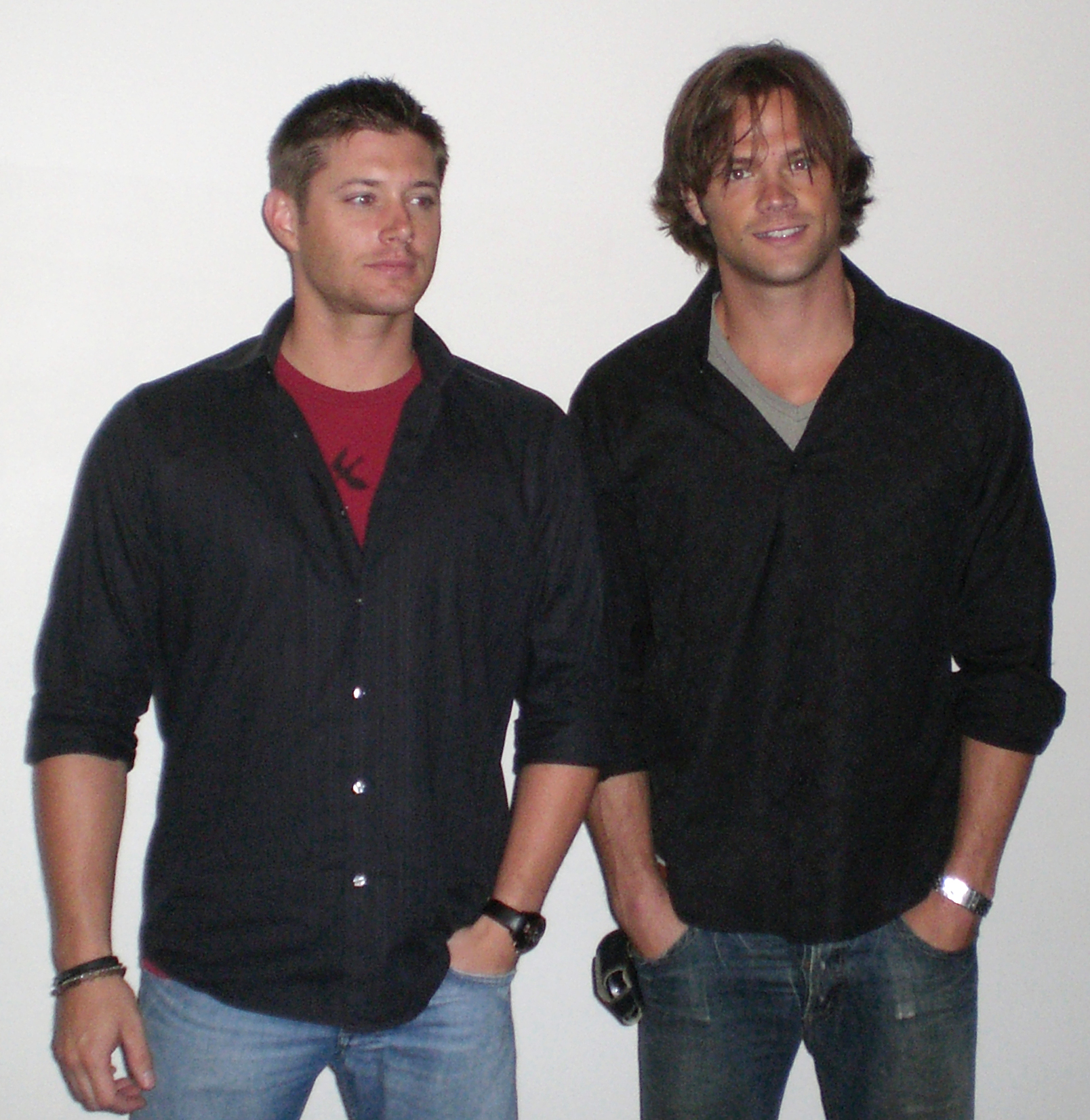
只有詹森·艾克尔斯（左）和杰瑞·帕达里基（右）参加了主角迪恩·温彻斯特和萨姆·温彻斯特的试镜

杰瑞·帕达里基和詹森·艾克尔斯分别在试播集中扮演萨姆·温彻斯特和迪恩·温彻斯特，克莱普克把这两个角色比作《星球大战》中的卢克·天行者和韩·苏罗。帕达里基之前就认识执行制片人乔瑟夫·麦克吉帝·尼克尔和导演努特尔，正是尼克尔说服了他前来参加试镜。他对出演这么一位“不情愿的英雄”深感兴奋，并将萨姆一角和《黑客帝国》里的尼欧相比:126。不过，努特尔也有请艾克尔斯参加萨姆一角的试镜:130。由于两位男演员都很适合扮演萨姆，因此努特尔和克莱普克陷入了两难的境地。为了亡羊补牢，华纳兄弟总裁彼得·罗斯（Peter Roth）建议艾克尔斯改为参加迪恩一角的试镜。克莱普克同意了这一安排，相信艾克尔斯那种“机灵鬼态度”让他“生来就是扮演”哈里森·福特类型角色的料，艾克尔斯也在看过剧本后觉得自己更喜欢迪恩这个角色。两位男演员都是相应角色仅有的试镜人选，电视台也立即就发现两人间存在兄弟般的化学效应:11。克莱普克起初想找《鬼玩人》的男主角布鲁斯·坎贝尔来扮演萨姆和迪恩的父亲约翰·温彻斯特。但坎贝尔这时已有别的安排，最终得到这个角色的是杰弗里·迪恩·摩根。由于摩根的戏段发生在主要剧情22年前，因此他预计之后的剧集中会由另一位较年长的演员取代自己，结果剧组还是请他继续出演，这让他深感意外:134。
对于片中的白衣女子康斯坦斯·韦尔奇（Constance Welch）一角，剧组一心要找到“完美的女演员”来出演。努特尔在选角期间的一个晚上看了一集《拉字至上》（他是该剧的粉丝），其中有女演员莎拉·夏希的演出。他觉得夏希是位“非常犀利”的好演员，有一种“诱人的感觉”。结果次日夏希就来参加了试镜，努特尔意外之余，也觉得“她一走进那道门就得到了这份工作”。由于涉及康斯坦斯丈夫约瑟夫·韦尔奇（Joseph Welch）的镜头完全是在谈论她的背景故事，因此演员的表演也就成为这场戏的关键。一心想要找到一位“伟大男演员”的努特尔回忆起自己之前与史蒂夫·雷尔斯巴克的合作经历，于是决定请他来出演。其他的客串演员包括阿德琳妮·帕里奇饰演萨姆的女友杰西卡·摩尔（Jessica Moore），萨曼塔·史密斯诠释玛丽·温彻斯特。史密斯还觉得，自己之所以能够得到这个角色是因为试镜时有和努特尔开玩笑:138

### 编剧
本集节目由剧集主创人埃里克·克莱普克编剧，其间经过了多数改写，以致于他形容这一创作过程“像分娩过程一样，非常困难”。最初的版本中没有白衣女子的内容，并且约翰·温彻斯特也在片头死亡。经过改写后，萨姆和迪恩都是由叔叔和婶婶养大，而不是自己的父亲。萨姆也因此并不知道有灵异生物存在，迪恩则必须要在寻求弟弟的帮助时用真相说服他。克莱普克意识到，这样的设计会让背景故事太过复杂，于是他和执行制片人彼得·约翰逊（Peter Johnson）再次改写了剧本，两个男孩的父亲把孩子们抚育成人，并且让他们成为像自己一样的邪灵猎手。这样，兄弟俩就有了战斗和坑蒙拐骗的能力:8-10。其它一些改写掉的部分还包括萨姆认为迪恩是个连环杀手，亲手杀害了他们的父亲:14，以及最后死去的是约翰而非杰西卡等:11。兄弟俩回忆童年时代，深入到他们背景故事的内容经过了20到30次改写，最终版本经过了大幅削减。
《试播集》中本还设计有一段加油站的戏码，其中旨在向观众介绍两位主角和节目的几个重要特点：戏谑、信用卡诈骗和经典摇滚，这样的内容主要是基于人物，没有在剧情中得到进一步延伸，因此克莱普克担心这场戏会遭到削减。他也不希望在节目中使用电视网的民谣音乐类型，为此他在剧本上写上了使用经典摇滚的内容，迫使节目也采用这样的音乐。对于这集节目中的反派，克莱普克选择的是搭便车的人这一知名度很高的都市传奇，并将之和墨西哥传说中的拉约罗娜（La Llorona）相结合，来给予鬼魂更为明确的动机和特征:26。鬼魂在早期版本的剧本中更加年轻，谋杀的是自己的双亲而非儿女，这最后也做了调整，以便选择较为年长的女演员出演。
电视台起初想让杰西卡一角在今后的节目中作为常见角色继续出镜，因此不希望她在本集节目的末尾死去。但克莱普克觉得这与节目的形式不符，因此决定在片尾揭示她实际上属于邪魔，令萨姆决定和兄长一起踏上猎杀的旅程。但是，由于可以用来描绘这些内容的镜头时间太过短暂，让克莱普克相信这将难以让观众信服:13。考虑到卢克·天行者正是在叔叔和婶婶去世后才走上自己的征程，克莱普克认为以杰西卡的死来作为萨姆的动机将更为适当。这样，该角色就以和萨姆母亲同样的方式死去，萨姆也因此下决心和迪恩联手:13。

### 拍摄
试播集的主体拍摄工作在洛杉矶进行，不过之后的剧集则是在加拿大不列颠哥伦比亚的温哥华取景:14，以求节约成本。剧中的桥梁镜头是在皮鲁湖（Lake Piru）拍摄，这里距《世界大战》的一处拍摄地点很近；剧中的图书馆和电话亭戏段则是在一所小学取景。片头尚是婴儿的萨姆是由三胞胎扮演的，剧组发现让婴儿在需要的时候哭出来是件非常困难的事情。这场戏里房子的一楼是在真正的房屋里拍摄，但楼上则是在片场系统组建，因为玛丽在火中死去的镜头需要采用特效制作。主体拍摄工作完成两个月后，为了给萨姆一个更合适的开场，片头部分的剧本又一次经过改写，相应的镜头在《橘郡风云》的片场重新摄制。

### 特效
为了表现节目中的超自然现象，剧集中采用了计算机视觉特效、化妆特效和特技替身。包括在内的多家视觉特效公司签订了参与试播集制作的合同。之后的剧集因为是在温哥华拍摄，所以需要新的一组工作人员专门来为本剧工作。玛丽·温彻斯特死亡的镜头需要将角色钉在天花板上活活烧死，为了拍摄这个镜头，女演员萨曼塔·史密斯先是躺在地板上，两边各有一边喷火的丙烷管道，距她约有1.5米远。接下来剧组还使用金属丝和混凝纸制作出史密斯的假人并取名叫“克里斯蒂娜”（Christina），然后再把假人和假的屋顶一起点燃:20, 138。然而，他们所待的房间也很快着了火，大家也因此被迫疏散:20。剧中鬼魂般的白衣女子采用了绿屏技术和视觉效果协同制作，执行制片人乔瑟夫·麦克吉帝·尼克尔决定用该角色死亡的桥段来向克里斯·康宁汉为爱飞克斯双胞胎制作的音乐视频致敬。日本的恐怖片风格也对这段镜头产生了影响，例如死亡儿童的鬼魂身上还穿着校服、水一层层地流下楼梯，以及多种《暗水幽灵》元素等。

### 音乐
试播集中的合成管弦乐由克里斯托弗·莱纳兹作曲，他是克莱普克的朋友和邻居。两人曾一起就读南加州大学电影艺术学院，之后又在多个项目中有过合作。莱纳兹称，《邪恶力量》“正是那种梦想般的理想情况，你能够和自己敬佩的人合作，并且已经和他有了关系”，他还称，自己和克莱普克“都还没有讨论过（节目的音乐）就已经达成了共识”。
对于片中玛丽和杰西卡死在邪魔阿撒兹勒（Azazel）手上的镜头，莱纳兹采用的是钢琴独奏，但音符很不协调并合以混响，营造出一种令人非常不快的回音效果:21。他之后还将在第一季的第14集《恶梦》（Nightmare）中再度沿用这一主题:78。试播集中还包含有多首摇滚歌曲:20，这将成为《邪恶力量》的一项传统。克莱普克原本还期望能在片中使用歌曲，但金属乐队拒绝给予授权。

## 反响
估计有569万观众收看了本集节目的首播，所获评价褒贬不一。网站的戴安娜·斯汀伯根（Diana Steenbergen）给予试播集8.5的高分（最高10分），称自己“立即就被迷上了”，她觉得玛丽和杰西卡的死让人心碎，两人“真正可怕”的死亡镜头还会“阴影不散地......缠上观众”。斯汀伯根称赞了编剧和两位男主角的表现，“在大部分情况下”，里面的解释性内容仍然让人感到很自然，并指出，艾克尔斯和帕达里基“立即就能（让观众）相信他们是兄弟”。她还将节目在节奏上的良好把握归功于导演大卫·努特尔，称赞他“出色地奠定了剧集的气氛和基调”。网站的唐·威廉斯（Don Williams）也有同样的看法：“对于一部试播集来说，这基本上可以说是尽善尽美了。”他把本集在前三季节目中排到第9位，认为其中“以令人难忘方式”介绍了几位主角，并且“精彩地”建立起节目的宇宙。《今日美国》的罗伯特·比安科（Robert Bianco）认为，《邪恶力量》可能是这年电视剧季的黑暗题材新剧中“最简单而又最恐怖的”一部，他在评论中写道：“它无非也就是想要吓到你——而今天晚上，它做到了。”比安科还指出，节目中“没有什么惊喜”，其结局表明这并不是一部旨在迎合女性口味的作品。不过，他批评了节目中为了穿插一些轻松幽默的内容而放慢节奏的做法，认为艾克尔斯试着表现出幽默细胞的表现还“有欠火候”，以致于这个角色本想要“既幽默又烦人”，结果却“只是很烦人”。《综艺》的布赖恩·洛瑞（Brian Lowry）认为，本集节目中的邪魔虽然在一定程度上缺乏原创性，并且最终的结局也有些太过简单，但仍足以让人相信这会是一种很有前景的黑暗题材新剧。洛瑞称赞了艾克尔斯的表现，认为他给予角色平易近人的魅力和机灵鬼的个性，带着脑中荒谬的观点与整整一箱木桩和圣水周游全国。
《纽约时报》的亚历山德拉·斯坦利（Alessandra Stanley）感觉试播集的前半段“很有效率”，无论是“镜头角度、幽灵般的音乐还是跳动的场景......都正如那些恐怖电影一样吓人，同时节目中的悬念还要更上一层楼。”但是，她认为剧中对幽灵般反派的描述“十分愚蠢”，节目的后半段“悬念不复存在，剧情变得都在观众预料之中”。斯坦利觉得节目类似于《捉鬼敢死队》，最终“会变成电视网的又一部家庭剧，讲述的是两个相互不搭调的兄弟和他们父亲间的故事”。《波士顿环球报》（Boston Globe）的马修·吉尔伯特（Matthew Gilbert）也有类似看法，称艾克尔斯和帕达里基除了说出“哥们”（Dude）一词时外，别的时候基本上和那些紧闭双唇的偶像派没什么两样。他还认为，剧中虽然有几段“还算有些吓人”的曲折情节，但观众对于《邪恶力量》中的核心家庭仍然一无所知，这些平淡无奇的演员也无法让人对节目上瘾。
试播集获得了2006年黄金时段艾美奖的两项提名，分别是最佳正剧类电视剧作曲奖提名和电视剧最佳音效剪辑奖提名，不过最终都没能获奖。